# Camptochaete orbiculata
Camptochaete orbiculata là một loài Rêu trong họ Lembophyllaceae. Loài này được (Thér.) H. Rob. mô tả khoa học đầu tiên năm 1970.